# إدوارد هوشكينغ
إدوارد هوشكينغ (بالإنجليزية: Edward Hocking)‏ هو شخصية أعمال أسترالي، ولد في 9 سبتمبر 1874، وتوفي في 23 مايو 1944.